# Championnat d'Ukraine féminin de football 2022-2023
Navigation
Édition précédente Édition suivante
La saison 2022-2023 du Championnat d'Ukraine féminin de football est la trente-deuxième saison du championnat. 
Le Zhytlobud-1 Kharkiv, vainqueur de l'édition 2021, est le tenant du titre, puisqu'aucun titre n'a été décerné la saison précédente, le championnat ayant été arrêté à cause de la guerre. Cependant les infrastructures du Zhytlobud-1 sont détruites par la guerre. Le club est contraint de renoncer à participer au championnat 2022-2023 pour des raisons de sécurité. Le Voskhod Stara Mayachka, aussi situé dans des zones de combats, se retire également de la compétition. Les deux équipes seront cependant maintenues en première division lorsqu'elles pourront reprendre leurs activités. 
Le Karpaty Lviv se retire en raison d'un manque de financements. 
Au début de la saison, le Zhylobud-2, qui avait un accord de coopération depuis plusieurs années avec l'équipe masculine du Vorskla Poltava, devient officiellement la section féminine du club.
Quatre des meilleures équipes de deuxième division au moment de l'arrêt des championnats, Dnipro-1, le Chakhtar Donetsk, le Dynamo Kiev et le Veres Rivne, sont promues dans l'élite.

## Organisation
Le championnat consiste en une poule de douze équipes où toutes les équipes se rencontrent deux seule fois. Les deux meilleures équipes sont qualifiées pour la Ligue des champions 2023-2024, et la dernière est reléguée.

### Équipes participantes
| \| Vorskla Dnipro-1 Chakhtar Ladomyr EMS Podillia FK Marioupol Pantery Dynamo Kryvbas Ateks Kolos Veres \| Localisation des clubs engagés dans le championnat. Les matches ont souvent lieu dans d'autres villes à cause de la situation militaire. |
| Vorskla Dnipro-1 Chakhtar Ladomyr EMS Podillia FK Marioupol Pantery Dynamo Kryvbas Ateks Kolos Veres |

Ce tableau présente les douze équipes qualifiées pour disputer le championnat.
| Club                        | Classement 2021-2022 | Ville               |
| --------------------------- | -------------------- | ------------------- |
| Vorskla Poltava             | 1re                  | Poltava             |
| Kryvbas Kryvyï Rih          | 3e                   | Kryvyï Rih          |
| FK Marioupol                | 4e                   | Marioupol           |
| Kolos Kovalivka             | 5e                   | Kovalivka           |
| Ladomyr Volodymyr-Volynskyï | 6e                   | Volodymyr-Volynskyï |
| EMS Podillia Vinnytsia      | 8e                   | Vinnytsia           |
| Karpaty Lviv                | 9e                   | Lviv                |
| Pantery Ouman               | 10e                  | Ouman               |
| Ateks Kiev                  | 11e                  | Kiev                |
| Chakhtar Donetsk            |                      | Donetsk             |
| SK Dnipro-1                 |                      | Dnipro              |
| Dynamo Kiev                 |                      | Kiev                |
| Veres Rivne                 |                      | Rivne               |

- Premier tour de qualification de la Ligue des champions féminine 2022-2023
- Promus

## Compétition
| Rang | Équipe                      | Pts | J  | G  | N | P  | Bp  | Bc  | Diff |
| ---- | --------------------------- | --- | -- | -- | - | -- | --- | --- | ---- |
| 1    | Vorskla Poltava             | 66  | 22 | 22 | 0 | 0  | 147 | 4   | +143 |
| 2    | Kryvbass Kryvy Rih          | 57  | 22 | 19 | 0 | 3  | 120 | 10  | +110 |
| 3    | Kolos Kovalivka             | 49  | 22 | 16 | 1 | 5  | 54  | 12  | +42  |
| 4    | Chakhtar Donetsk P          | 48  | 22 | 16 | 0 | 6  | 74  | 27  | +47  |
| 5    | Ladomyr Volodymyr-Volynskyï | 36  | 22 | 12 | 0 | 10 | 83  | 49  | +34  |
| 6    | SK Dnipro-1 P               | 29  | 22 | 9  | 2 | 11 | 47  | 49  | -2   |
| 7    | Dynamo Kiev P               | 29  | 22 | 9  | 2 | 11 | 35  | 41  | -6   |
| 8    | Veres Rivne P               | 20  | 22 | 6  | 2 | 14 | 33  | 71  | -38  |
| 9    | FK Marioupol                | 19  | 22 | 6  | 1 | 15 | 23  | 78  | -55  |
| 10   | EMS Podillia Vinnytsia      | 18  | 22 | 5  | 3 | 14 | 22  | 61  | -39  |
| 11   | Pantery Ouman               | 17  | 22 | 5  | 2 | 15 | 20  | 75  | -55  |
| 12   | Ateks Kiev                  | 1   | 22 | 0  | 1 | 21 | 8   | 189 | -181 |

| Légende | Légende                                                                       |
| ------- | ----------------------------------------------------------------------------- |
|         | Champion et qualifié pour le premier tour de la Ligue des champions 2023-2024 |
|         | Qualifié pour le premier tour de la Ligue des champions 2023-2024             |
|         | Relégué en deuxième division                                                  |
|         | T : Tenant du titre P : Promu C : Vainqueur de la Coupe d'Ukraine 2022-2023   |

## Statistiques individuelles

### Meilleures buteuses
| Rang | Joueuse                 | Club                        | Buts |
| ---- | ----------------------- | --------------------------- | ---- |
| 1.   | Yana Kalinina (en)      | Vorskla Poltava             | 39   |
| 2.   | Polina Yanchuk          | Kryvbass Kryvy Rih          | 37   |
| 3.   | Viktoria Girin          | Ladomyr Volodymyr-Volynskyï | 36   |
| 4.   | Roksolana Kravchuk (en) | Vorskla Poltava             | 23   |
| 5.   | Veronika Andrukhiv (en) | Vorskla Poltava             | 23   |
| 6.   | Elizaveta Molodiuk      | Chakhtar Donetsk            | 20   |
| 7.   | Viktoria Holovach       | Chakhtar Donetsk            | 18   |
| 8.   | Dana Korotchuk          | Ladomyr Volodymyr-Volynskyï | 15   |
| 9.   | Viktoriia Radionova     | Vorskla Poltava             | 14   |
| 10.  | Lyudmyla Kunina         | Kryvbass Kryvy Rih          | 13   |
| 10.  | Dayana Semkiv           | SK Dnipro-1                 | 13   |

Mise à jour le 27 mai 2023.

## Bilan de la saison
| Championnat d'Ukraine féminin de football 2022-2023   |                            |
| Champion                                              | Vorskla Poltava (4e titre) |
| Dauphin                                               | Kryvbass Kryvy Rih         |
| Qualifications continentales                          |                            |
| Ligue des champions féminine de l'UEFA 2022-2023      | Vorskla Poltava            |
| Ligue des champions féminine de l'UEFA 2022-2023      | Kryvbass Kryvy Rih         |
| Promotions et relégations                             |                            |
| Promus en Championnat d'Ukraine féminin de football   |                            |
| Relégués en Championnat d'Ukraine féminin de football | Ateks Kiev                 |